# Aeródromo Felipe Carrillo Puerto
El Aeródromo de Felipe Carrillo Puerto (Código ICAO: MM55 - Código DGAC: FCQ) es un pequeño aeropuerto ubicado unos 4 km al noroeste de Felipe Carrillo Puerto, Quintana Roo y es operado por la empresa semigubernamental VIPSAESA. El aeródromo cuenta con una pista de aterrizaje asfaltada de 990 metros de largo y 25 metros de ancho, además de una plataforma de aviación asfaltada de 4,500 metros cuadrados (45m x 100m). Actualmente este aeródromo solo opera aviación general.

## Accidentes e incidentes
- El 13 de junio de 2008 se desplomó la avioneta Cessna Caravan con matrícula XA-TWK perteneciente a Grupo Aéreo Xiknal apenas a un minuto de haber despegado del Aeródromo de Felipe Carrillo Puerto, la aeronave tenía como destino el  Aeropuerto de Cancún y cayó en picada a los pocos momentos del despegue, estrellándose a 1.5 km del aeródromo. En la aeronave viajaban, además de los 2 pilotos, 7 miembros del personal del candidato a gobernador de la Alianza Quintana Roo, Roberto Borge Angulo. Ninguno de los 9 ocupantes sobrevivió.[5][6][7]